# Zinacantepec
Zinacantepec (del nàhuatl, que vol dir Lloc de ratapenades) és un municipi metropolità de l'estat de Mèxic, que forma part de l'àrea metropolitana de la ciutat de Mèxic. San Miguel Zinacantepec és el cap de municipi i principal centre de població d'aquesta municipalitat.
Aquest municipi es troba a la part nord-central de l'estat de Mèxic. Limita al nord amb els municipis de ALmoloya de Juárez i Temamatla, al sud amb Temascaltepec, a l'oest amb Temascaltepec i a l'est amb Toluca. Dista de la capital de l'estat uns vuit quilòmetres